# Kategoria e Dytë
La Kategoria e Dytë è il terzo livello professionistico del campionato albanese di calcio, in passato conosciuto come Kategoria e Tretë.

## Formula
Il torneo è disputato da 24 squadre, divise in due gironi. I gironi sono strutturati con un criterio geografico rispetto alla localizzazione delle squadre.

## Storia
La prima edizione della competizione risale al 1956. Fu disputata in diversi formati e numero di squadre partecipanti ma sempre suddivisa in gironi regionali.

## Squadre
Stagione 2024-2025.

### Gruppo A
| Squadra          | Città       |
| ---------------- | ----------- |
| Adriatiku        | Durazzo     |
| Albanët          | Tirana      |
| Basania          | Bushat      |
| Besëlidhja       | Lezhë       |
| Gramshi          | Gramsh      |
| Iliria           | Fushë-Krujë |
| Luzi 2008        | Luz i Vogël |
| Murlani          | Vau i Dejës |
| Naftetari Kucove | Kuçovë      |
| Sopoti           | Librazhd    |
| Tërbuni Pukë     | Pukë        |
| Veleçiku         | Koplik      |

### Gruppo B
| Squadra        | Città        |
| -------------- | ------------ |
| Butrinti       | Sarandë      |
| Delvina        | Delvinë      |
| Devolli        | Bilisht      |
| Këlcyra        | Këlcyrë      |
| Luftëtari      | Argirocastro |
| Maliqi         | Maliq        |
| Memaliaj       | Memaliaj     |
| Oriku          | Orikum       |
| Shkumbini      | Peqin        |
| Tomori         | Berat        |
| Turbina Cërrik | Cërrik       |

## Albo d'oro
| 1960      | Ylli i Kuq              |               |               |               |               |
| 1961      | Butrinti                |               |               |               |               |
| 1962      | Erzeni                  |               |               |               |               |
| 1962-1963 | Punëtori                |               |               |               |               |
| 1963-1964 | Tërbuni                 |               |               |               |               |
| 1964-1965 | Punëtori                |               |               |               |               |
| 1965-1966 | Tërbuni                 |               |               |               |               |
| 1966-1967 | Përparimi               |               |               |               |               |
| 1968      | 22 Tetori               |               |               |               |               |
| 1969-1973 | Non disputato           | Non disputato | Non disputato | Non disputato | Non disputato |
| 1973-1974 | 24 Maji                 | Gramozi       |               |               |               |
| 1974-1975 | Vetëtima                | Industriali   |               |               |               |
| 1975-1976 | Minatori                | 5 Shtatori    |               |               |               |
| 1976-1977 | Përparimi               | 10 Korriku    |               |               |               |
| 1977-1978 | Korabi                  | Kastrioti     |               |               |               |
| 1978-1979 | Shkumbini               | Punëtori      |               |               |               |
| 1979-1980 | Butrinti                | Tërbuni       |               |               |               |
| 1980-1981 | Erzeni                  | Minatori      |               |               |               |
| 1981-1982 | Përparimi               | Bistrica      |               |               |               |
| 1982-1983 | Korabi                  | Turbina       |               |               |               |
| 1983-1984 | Sopoti                  | 24 Maji       |               |               |               |
| 1984-1985 | Ylli i Kuq              | 5 Shtatori    |               |               |               |
| 1985-1986 | Ballsh i Ri             | Përparimi     |               |               |               |
| 1986-1987 | Veleçiku Dajti Bistrica |               |               |               |               |
| 1987-1988 | Turbina                 | Domozdova     |               |               |               |
| 1988-1989 | 21 Shkurti              | Sopoti        |               |               |               |
| 1989-1991 | Non disputato           | Non disputato | Non disputato | Non disputato | Non disputato |
| 1991-1992 | Rubiku                  | ShBO Tiranë   |               |               |               |
| 1992-1995 | Non disputato           | Non disputato | Non disputato | Non disputato | Non disputato |
| 1995-1996 | Porto Shëngjin          | Olimpiku Plug |               |               |               |
| 1996-1997 | Non disputato           | Non disputato | Non disputato | Non disputato | Non disputato |
| 1997-1998 | Everest                 | Divjaka       |               |               |               |
| 1998-1999 | Ilir Viking             | Çlirimi       |               |               |               |
| 1999-2000 | Këlcyra                 |               |               |               |               |
| 2000-2001 | Veleçiku                | Domozdova     |               |               |               |
| 2001-2002 | Albania Fushë Kuqe      | Bubullima     |               |               |               |
| 2002-2003 | Partizani Academy       | Çakrani       |               |               |               |
| 2003-2004 | Kastrioti               | Pogradeci     |               |               |               |
| 2004-2005 | Turbina                 | Minatori      |               |               |               |
| 2005-2006 | Burreli                 | Bilisht Sport |               |               |               |
| 2006-2007 | Bylis                   | Dajti         |               |               |               |
| 2007-2008 | Gramozi                 | Tërbuni       |               |               |               |
| 2008-2009 | Memaliaj                | Gramshi       |               |               |               |
| 2009-2010 | Vlora                   | Adriatiku     |               |               |               |
| 2010-2011 | Kukësi                  | Himara        |               |               |               |
| 2011-2012 | Tërbuni                 | Partizani     |               |               |               |
| 2012-2013 | Albpetrol               | Veleçiku      |               |               |               |
| 2013-2014 | Iliria                  | Sopoti        |               |               |               |
| 2014-2015 | Gramshi                 | Korabi        |               |               |               |
| 2015-2016 | Tomori                  | Shënkolli     |               |               |               |
| 2016-2017 | Egnatia                 | Naftëtari     |               |               |               |
| 2017-2018 | Vora                    | Elbasani      |               |               |               |
| 2018-2019 | Tërbuni                 | Devolli       |               |               |               |
| 2019-2020 | Vora                    | Tomori        |               |               |               |
| 2020-2021 | Shkumbini               | Maliqi        |               |               |               |
| 2021-2022 | Flamurtari              | Luzi 2008     |               |               |               |
| 2022-2023 | Vora                    | Elbasani      |               |               |               |
| 2023-2024 | Pogradeci               | Valbona       |               |               |               |